# Grevena
Grevena (grčki: Γρεβενά, makedonski/bugarski: Гребена, vlaški: Grebini) je 
grad na sjeveru Grčke u Periferiji 
Zapadna Makedonija. Grevena je glavni grad prefekture Grevena s 15 481 stanovnika (širi teritorij grada).
Grevena je sjedište eparhije grčke pravoslavne crkve.

## Povijest
Arheološki nalazi kod mjesta Spileo (utvrda) i Alatopetra, pokazuju da je područje Grevene bilo naseljeno još 1500. pr. Kr. U ta davna vremena Grevena je pripadala Makedoniji.
Za vrijeme Bizantskog carstva Gravena je postala sjedište eparhije u Ohridskoj arhiepiskopiji 
Znamo da je bizantski car Manuel I. Komnen ( 1143. – 1180.) imenovao grevenske episkope.
Osmanska vladavina nad Makedonijom (od 1423. do 1912. godine) nije imala gotovo nikakav utjecaj na stanovnike ove regije, oni su zadržali svoju vjeru u potpunosti. Velik broj manastira u području Grevene pomogao je da se takvo stanje održi. Engleski putopisac iz XIX st. William Martin Leake, opisuje Grevenu u svom putopisu iz Sjeverne Grčke, kao sjedište eparhije i osamdesetak obitelji, a okolicu kao kraj s relativno malo turskih naselja. 
Za Grčkog rata za neovisnost, 1897. godine pokušali su grčki ustanici iz Valtina zauzeti Grevenu. Za njihovog nastupajućeg marša došlo je do sukoba s turskim garnizonom od 400 vojnika kod mjesta Kritades. Turci su ustanike poslije žestoke borbe uspjeli odbaciti.
Grci su zauzeli Grevenu za vrijeme Prvog balkanskog rata u studenom 1912. godine.
Nakon Grčkog poraza u Grčko-turskom ratu 1919 -1922 došlo je do masovnog preseljenja stanovništva, to je obuhvatilo i područje Gravene iz kojeg je iseljeno sve islamsko stanovništvo a na njihovo mjesto je doseljeno grčko kršćansko stanovništvo iz Male Azije i Ponta.
Za Grčkog građanskog rata vođenog između 1946. – 1949. godine Grevena i njena okolica bili su poprište glavnih i najtežih borbi između ljevičarskih snaga i vladinih snaga.
Posljedice Drugog svjetskog rata i Grčkog građanskog rata bile su velike, tako je 1950. godine kraj Prefekture Grevena 
imao je samo 30% stočnog fonda kojeg je imao prije Drugog svjetskog rata 1940.
Veliki razorni potres pogodio je Gravenu 13. svibnja 1995. snagom od 6.6 Richterove ljestvice prouzročivši samo materijalna razaranja. Na svu sreću prvo su se zbila dva manja potresa upozorenja - koji su dobrano uplašili stanovnike, a tek nakon toga uslijedio je razorni.

## Zemljopisne osobine
Grad Grevena leži na visoravni zapadno od kotline rijeke Aliakmon, koja protječe pored Grevena udaljena oko 8 km u pravcu sjeverozapada. Kroz Grevenu protiče pritoka Aliakmona, rijeka Grevenitis (ili Greveniotikos).
Grevena je udaljena od grada Kozanija u pravcu sjeveroistoka oko 40 km, od grada Kastorije u pravcu sjeverozapada oko 51 km, od Metsova u pravcu jugozapada 41 km, od grada Kalambakija 45 km, od Janjine u pravcu jugozapada 69 km.

## Gospodarstvo
Stanovništvo Grevene bavi se poljoprivredom, stočarstvom i obrtom. Stočarstvo se odvija na relativno visokoj nadmorskoj visini od 1000 do 1500 m. 
U dolini rijeke Greveniotis uzgaju se žitarice; pšenica, ječam i druge prehrambene kulture.
- Novoizgrađeno skijalište Vasilisa  Arhivirana inačica izvorne stranice od 13. veljače 2008. (Wayback Machine) leži na oko 45 km od grada.

## Kretanje stanovništva posljednjih desetljeća
| Godina | Stanovnika | Promjena       | Stanovništvo općine | Promjene   |
| 1981   | 7,739      | —              | —                   | —          |
| 1991   | 9,345      | +1,606/+20.75% | 14,986              | —          |
| 2001   | 10,177     | +4832/8.90%    | 15,481              | +495/3.32% |

- Rast stanovništva 1981-2001.

## Vanjske poveznice
- Službene stranice (grč.)
- O Greveni na stranicama GTP (grč.), (engl.)
- [*http://www.fora.gr/grevena] (grč.), (engl.)